# Chrysolampus splendidulus
Chrysolampus splendidulus is een vliesvleugelig insect uit de familie Perilampidae. De wetenschappelijke naam is voor het eerst geldig gepubliceerd in 1808 door Spinola.